# Калоджера, Никица
Никица Калоджера (хорв. Nikica Kalogjera; 19 мая 1930, Белград — 27 января 2006, Загреб) — югославский и хорватский композитор, дирижёр, аранжировщик и музыкальный продюсер.

## Биография
Потомок древнего византийского рода Калогера (Калойера). В своей карьере Калоджера написал более тысячи песен, он выиграл много национальных и международных наград, записал более 500 музыкальных произведений за границей и получил высшую награду на музыкальном фестивале в Сплите, а также пять раз участвовал в конкурсе песни Евровидение от Югославии в качестве дирижёра. Первую композицию он написал в 1952 году для лейбла Jugoton вместе с Иво Робичем, с которым позже работал почти полвека. Он также писал песни для многих других югославских певцов (Миро Унгара, Терезы Кесовии, Ивицы Шерфези), музыку для кино, театра и телевидения. С 1953 года дирижировал танцевальным оркестром Загребского радио.
Автор музыкального сопровождения к церемониям открытия и закрытия Зимних Олимпийских игр-1984 в Сараево.
Был женат на Люпке Димитровской (1946—2016), югославской и хорватской эстрадной певице македонского происхождения, которая исполняла некоторые его песни.

## Фильмография
- 1965 — Плавающий человек / Čovik od svita
- 1968 — Голый мужчина / Goli čovjek
- 1970 — Дорога в небо / Put u raj
- 1972 — Охота на оленей / Lov na jelene
- 1974 — Капитан Микула Малый / Kapetan Mikula Mali

## Награды
Является лауреатом многих национальных и зарубежных наград и призов.
- 1970 — Чемпион MIDEM
- 1995 — Награда за достижения в области HDS
- 1996 — Премия за достижения на Сплитском музыкальном фестивале
- 2001 — Вознаграждение за выслугу лет

Первые места на международных фестивалях
- 1970 — Олимпиада де ла шансон (Афины)
- 1971 — фестиваль в Винья-дель-Маре